# Come On (Chuck Berry)
Come On è un brano musicale scritto e pubblicato come singolo da Chuck Berry nel 1961.
Nel 1963 i Rolling Stones pubblicarono una cover di questa canzone nel loro primo singolo, Come On/I Want to Be Loved.

## Tracce
Chess 1799
1. Come On - 1:48
2. Go Go Go -

## Formazione
- Chuck Berry: chitarra, voce
- Johnnie Johnson: pianoforte
- L. C. Davis: sassofono
- Reggie Boyd: basso (dato incerto)
- Ebby Harding: batteria
- Martha Berry: coro

## Cover
- The Rolling Stones nel 1963.
- The Chocolate Watch Band nel 1967.
- La band new wave Idoli con un testo in lingua serba reintitolando la canzone Hajde sul loro EP VIS Idoli del 1981.